# 정종관
정종관(鄭鍾寬, 1981년 9월 9일 ~ 2011년 5월 30일)은 대한민국의 전 축구 선수이다.

## 클럽 경력
중앙중학교, 마산공업고등학교, 숭실대학교를 졸업하였으며, 숭실대학교 시절인 2003년 U-23 대표팀에 발탁되어 테스트를 받기도 했다.
2004년 전북 현대 모터스에 입단하였으며, 2005년부터 팀의 주축 선수로 활약하며 그 해 FA컵과 2006년 AFC 챔피언스리그 우승에 공헌하였다. 그 뒤 2007년에도 팀의 주전 선수로 좋은 활약을 펼쳤으나, 2008년 병역 기피에 연루되며 실형을 선고받은 뒤 구단 측에서 그를 임의탈퇴 선수로 공시하였다. 이후 복역이 끝난 뒤 송파구청에서 공익근무요원으로 복무했으며, 2009년 구단의 임의탈퇴가 풀린 뒤 2010년 K3리그의 서울 유나이티드에 입단하였다.

## 사망
2011년 5월 30일 향년 31세에 서울특별시의 한 호텔의 객실에서 목을 매 숨진 채 발견되었으며, 경찰에서는 유서를 남긴 점을 근거로 자살로 결론을 지었다.
이후 창원지방검찰청에서는 정종관이 K리그 승부조작 사건에 가담한 것을 적발한 뒤, 2명의 브로커로부터 돈을 받고 선수를 연결해주거나 승부조작에 참여할 선수들을 포섭하는 역할을 한 혐의로 체포영장을 발부한 상태였다고 밝혔다.

## 기록

### 클럽
2012년 1월 1일 기준
| 클럽     | 클럽             | 클럽     | 리그 | 리그 | 컵            | 컵            | 리그컵 | 리그컵 | 대륙   | 대륙   | 총계 | 총계 |
| 시즌     | 클럽             | 리그     | 출장 | 득점 | 출장          | 득점          | 출장   | 득점   | 출장   | 득점   | 출장 | 득점 |
| 대한민국 | 대한민국         | 대한민국 | 리그 | 리그 | 대한민국 FA컵 | 대한민국 FA컵 | 리그컵 | 리그컵 | 아시아 | 아시아 | 합계 | 합계 |
| -------- | ---------------- | -------- | ---- | ---- | ------------- | ------------- | ------ | ------ | ------ | ------ | ---- | ---- |
| 2004     | 전북 현대 모터스 | K리그    | 8    | 0    | 2             | 1             | 8      | 0      |        |        |      |      |
| 2005     | 전북 현대 모터스 | K리그    | 20   | 4    | 4             | 1             | 4      | 0      | -      | -      | 28   | 5    |
| 2006     | 전북 현대 모터스 | K리그    | 15   | 0    | 2             | 0             | 2      | 0      | 10     | 2      | 29   | 2    |
| 2007     | 전북 현대 모터스 | K리그    | 18   | 2    | 1             | 0             | 4      | 0      | 1      | 0      | 23   | 2    |
| 2010     | 서울 유나이티드  | K3리그   | 0    | 0    | 0             | 0             | -      | -      | -      | -      | 0    | 0    |
| 2011     | 서울 유나이티드  | K3리그   | 1    | 0    | 0             | 0             | -      | -      | -      | -      | 1    | 0    |
| 합계     | 대한민국         | 대한민국 | 62   | 6    | 9             | 2             | 18     | 0      |        |        |      |      |
| 총 계    | 총 계            | 총 계    | 62   | 6    | 9             | 2             | 18     | 0      |        |        |      |      |